# Cheiloneurus malayensis
Cheiloneurus malayensis is een vliesvleugelig insect uit de familie Encyrtidae. De wetenschappelijke naam is voor het eerst geldig gepubliceerd in 1977 door Noyes & Chua.